# Gliese 84
Gliese 84 (GJ 84 / HIP 9724) es una estrella en la constelación de Cetus que se localiza a unos 3,5º al norte de υ Ceti.
De magnitud aparente +10,19, no es observable a simple vista.
Gliese 84 está situada a 29,8 años luz del sistema solar.
Al igual que la mayor parte de las estrellas de nuestro entorno, es una enana roja, siendo su tipo espectral M2.5V.
Tiene una temperatura efectiva de 3279 ± 115 K, si bien otro estudio señala una cifra mayor de 3410 K.
El valor de su diámetro angular —0,547 milisegundos de arco— permite evaluar su diámetro real, aproximadamente el 54% del que tiene el Sol.
Gira sobre sí misma con una velocidad de rotación proyectada inferior a 3 km/s, siendo su período de rotación de 44,5 días.
Su metalicidad —abundancia relativa de elementos más pesados que el helio— es prácticamente igual a la del Sol ([M/H] = +0,04).
Gliese 84 es una binaria espectroscópica —la existencia de una compañera estelar detectada por el desplazamiento Doppler de sus líneas espectrales— con un período orbital de 18,7 años (6818 días). Nada se sabe sobre la naturaleza de la estrella acompañante.
La estrella conocida más cercana a Gliese 84 es la binaria LTT 1445, a 6,5 años luz; entre las estrellas brillantes más cercanas a ella, cabe señalar a EP Eridani y κ1 Ceti, respectivamente a 9 y 14 años luz.